# Timane Erdimi

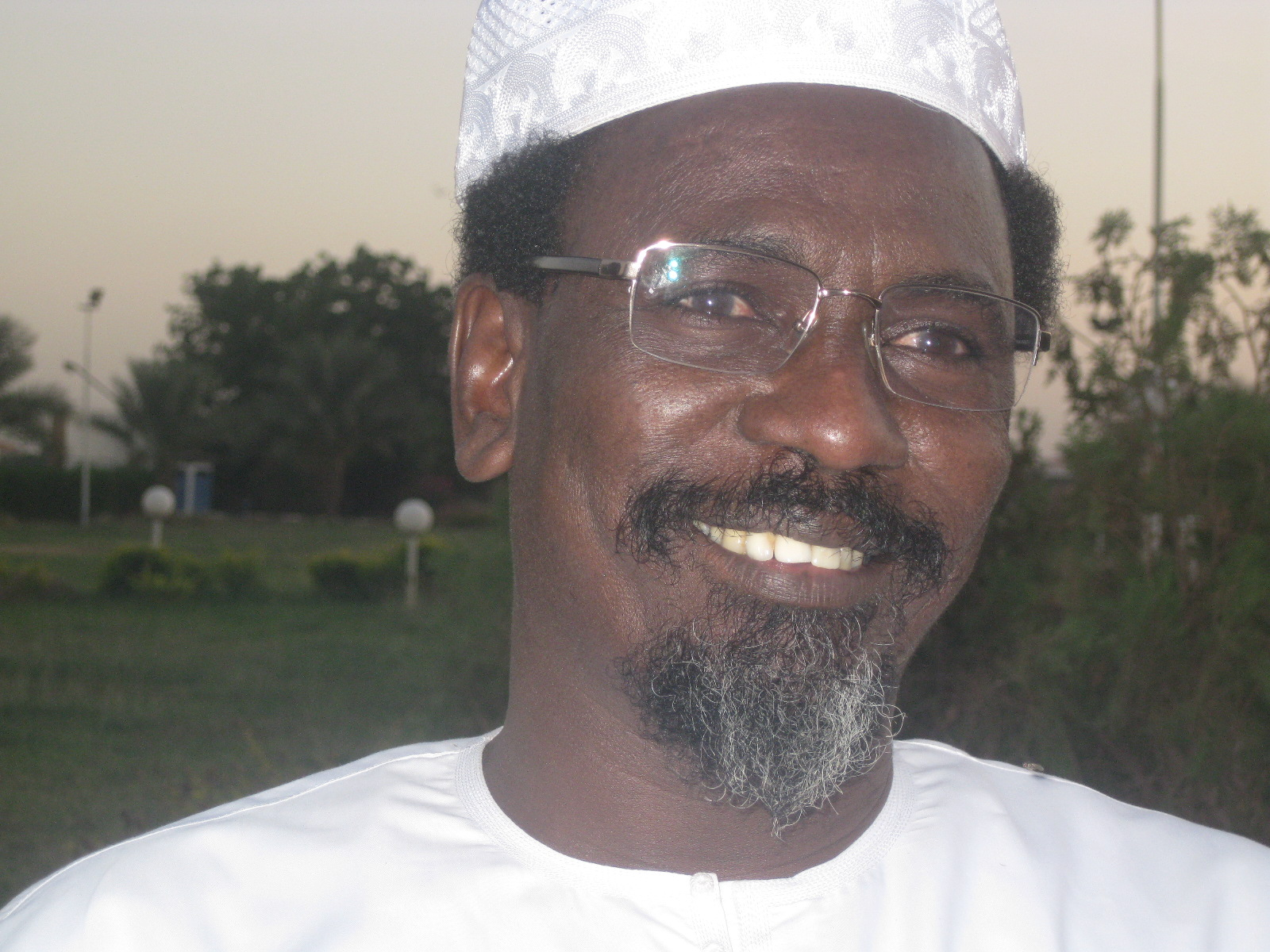
Timane Erdimi

Timane Erdimi ist ein Führer der Rebellengruppe Rassemblement des Forces pour le Changement (Rally of Forces for Change, Rally of Democratic Forces, RFC) im Tschad. Seine Truppen hatten 2008 eine Stärke von 800 Mann. Er gehört zur Ethnie der Zaghawa und ist ein Neffe des ehemaligen Präsidenten Idriss Déby.

## Leben
2007 wurde im Tschad ein internationaler Haftbefehl gegen Erdimi veröffentlicht. Er gehörte zu einer Gruppe von 12 Personen, welche am 15. August 2008 in absentia von einem tschadischen Gericht zum Tode verurteilt wurden. In einer Antwort auf das Urteil sagte Erdimi, er habe nichts von dem Prozess gewusst und es sollten eher seine Gegner in der Regierung vor Gericht gestellt werden („should be put on trial“).
Trotz früherer Differenzen schlossen sich am 19. Januar 2009 verschiedene Rebellengruppen, inklusive der RFC, zur Union des forces de la résistance (اتحاد قوى المقاومة‎, Union of Resistance Forces) zusammen. Erdimi verkündete, dies würde es „erlauben, besser gegen das Regime zu kämpfen“ („allow us to better fight against the regime“), und er sprach verächtlich von den Verbesserungen, welche Déby für seine Streitkräfte gemacht hatte. „Déby solle sich auch Roboter für seine neuen Panzer und Flugzeuge kaufen, denn, er werde niemanden finden, diese zu fahren und zu fliegen wenn wir angreifen“ („should have bought robots for his new tanks and planes because he won’t find anyone to drive and fly them when we attack“). Die Union des forces de la résistance wählte Berichten zufolge am 23. Januar Erdimi einvernehmlich als Führer der neuen Gruppe.
2017 lebte Erdimi im Exil in Katar; von dort kommandierte er noch immer eine loyale Rebellentruppe, deren Hauptquartier sich im südlichen Libyen befand. Aufgrund seiner andauernden Aktivitäten beendete Tschad seine diplomatischen Beziehungen mit Katar. Tschad beschuldigte Katar „Terrorismus“ zu unterstützen.